# Dimizonops insularis
Dimizonops insularis är en spindelart som beskrevs av Pocock 1903. Dimizonops insularis ingår i släktet Dimizonops och familjen krabbspindlar.
Artens utbredningsområde är Socotra. Inga underarter finns listade i Catalogue of Life.